# سولونشنویه
سولونشنویه (روسی: Солонешное) یک منطقهٔ مسکونی در روسیه است که در سرزمین آلتای واقع شده‌است.